# Phlebopenes longicaudata
Phlebopenes longicaudata är en stekelart som först beskrevs av John Obadiah Westwood 1874.  Phlebopenes longicaudata ingår i släktet Phlebopenes och familjen hoppglanssteklar. Inga underarter finns listade i Catalogue of Life.